# Unidad periférica de Karditsa
Karditsa (en griego: Καρδίτσα, Kardítsa) es una unidad periférica de Grecia, en la periferia de Tesalia. Su capital es la ciudad de Karditsa. Hasta el 1 de enero de 2011 fue una de las 51 prefecturas en que se dividía el país.

## Municipios
Se divide en seis municipios:
- Argitea
- Karditsa
- Limni Plastira
- Muzaki
- Palamás
- Sofades